# Palicourea veterinariorum
Palicourea veterinariorum là một loài thực vật có hoa trong họ Thiến thảo. Loài này được J.H.Kirkbr. mô tả khoa học đầu tiên năm 1980.